# Девід Літч
Девід Літч (англ. David Leitch; нар. 16 листопада 1975) — американський кінорежисер, сценарист, продюсер і каскадер. Разом із Чадом Стагельскі зрежесував фільм «Джон Уік» (2014). Також відомий як режисер фільмів «Атомна Блондинка» (2017), «Дедпул 2» (2018), «Форсаж: Гоббс та Шоу» (2019) та «Швидкісний потяг» (2022).

## Кар'єра
Дебют актора в кінематографі відбувся в 1995 році з епізодичної появи в серіалі «Sherman Oaks» в ролі дублера.
Літч був дублером Бреда Пітта п'ять разів і двічі — Жана-Клода Ван Дамма. Літч і його команда отримали дві нагороди за «Ультиматум Борна» на церемонії вручення премії Гільдії кіноакторів США. Він також розділив премію Taurus World Stunt Award 2008 разом з колегою-каскадером Каєм Мартіном.
У 2005 році написав сценарій і зіграв головну роль у пародійному псевдодокументальному фільмі «Следж: Нерозказана історія».
22 квітня 2019 року Девід Літч разом з Келлі МакКормік створили кінокомпанію 87North Productions..

## Фільмографія

### Режисер, продюсер
| 2014 | Джон Уік                    | Так | Так | співрежисер Чад Стагелські |
| 2017 | Атомна блондинка            | Так | Ні  |                            |
| 2017 | Дедпул: Жодних добрих справ | Так | Ні  | короткометражний фільм     |
| 2018 | Дедпул 2                    | Так | Ні  |                            |
| 2019 | Форсаж: Гоббс та Шоу        | Так | Ні  |                            |
| 2021 | Ніхто                       | Ні  | Так |                            |
| 2022 | Швидкісний поїзд            | Так | Так |                            |
| 2022 | Люта нічка                  | Ні  | Так |                            |
| 2024 | Каскадер                    | Так | Так |                            |
| 2025 | Любов зла                   | Ні  | Так |                            |
| 2025 | Ніхто 2                     | Ні  | Так |                            |
| 2026 | Як пограбувати банк         | Так | Так |                            |
| Н/Д  | Балерини в драйві           | Ні  | Так |                            |

### Виконавчий продюсер
- Джон Уік 2 (2017)
- Джон Уік 3 (2019)
- Кейт (2021)
- Джон Уік 4 (2023)

### Сценарист
- Следж: Нерозказана історія (2005)

### Актор
| Рік  |   | Українська назва           | Оригінальна назва        | Роль                                             |
| ---- | - | -------------------------- | ------------------------ | ------------------------------------------------ |
| 1998 | с |                            | Martial Law              | Девід Хасбро (4 епізоди)                         |
| 2000 | с | Могутні рейнджери          | Power Rangers            | Браян (Епізод: "Up to the Challenge")            |
| 2001 | с | Вокер, техаський рейнджер  | Walker Texas Ranger      | Флойд Джессоп (Епізод: "Medieval Crimes")        |
| 2001 | ф | Таємниця ордену            | The Order                | детектив Майк Моран                              |
| 2003 | ф | У пеклі                    | In Hell                  | Пол                                              |
| 2004 | с | Усі жінки — відьми         | Charmed                  | невинний (Епізод: "There's Something About Leo") |
| 2005 | ф | V означає Вендетта         | V for Vendetta           | грабіжник у масці V                              |
| 2005 | ф | Следж: Нерозказана історія | Sledge: The Untold Story | Френк Следж                                      |
| 2009 | ф | Ніндзя-вбивця              | Ninja Assassin           | охоронець Європолу                               |
| 2010 | ф | Король бійців              | The King of Fighters     | Террі Богард                                     |
| 2011 | ф | Механік                    | The Mechanic             | Себастьян                                        |
| 2012 | ф | Спадок Борна               | The Bourne Legacy        | водій                                            |
| 2013 | ф | План втечі                 | Escape Plan              | капітан корабля                                  |
| 2018 | ф | Дедпул 2                   | Deadpool 2               | Кейн Марко / Джаггернаут (захоплення руху)       |
| 2019 | ф | Форсаж: Гоббс та Шоу       | Hobbs & Shaw             | пілот вертольота                                 |
| 2022 | ф | Швидкісний поїзд           | Bullet Train             | Джефф Зуфельт                                    |

### Каскадер, координатор трюків
| - Sherman Oaks, 1 сезон (1995) - Баффі — переможниця вампірів, 18 серій (1997-2001) - Ідеальна ціль (1997) - Оргазмо (1997) - БЕЙСкетбол (1998) - Блейд (1998) - Практика, епізод "Day in Court" (1999) - Бійцівський клуб (1999) - Людина президента (2000) - Дім великої матусі (2000) - Люди честі (2000) - Ведмежатник (2001) - Мексиканець (2001) - Реплікант (2001) - Одинадцять друзів Оушена (2001) - Шпигунські ігри (2001) - Ніч у барі Мак-Кула (2001) - Привиди Марса (2001) - Таємниця ордену (2001) - Шахраї (2002) - Шибайголова (2003) - У пеклі (2003) - Фаворит (2003) - S.W.A.T.: Спецназ міста янголів (2003) - Матриця: Перезавантаження (2003) - Матриця: Революція (2003) - Застряг у тобі (2003) - Троя (2004) - Ю-429. Підводна в'язниця (2004) | - Ван Хелсінг (2004) - Костянтин: Володар темряви (2005) - Три ікси 2: Новий рівень (2005) - Містер і місіс Сміт (2005) - Місія Сереніті (2005) - V означає Вендетта (2005) - Інший світ: Еволюція (2006) - Головний госпіталь, епізод "10967" (2006) - Пивний бум (2006) - 300 спартанців (2006) - Пророк (2007) - Ультиматум Борна (2007) - Вторгнення (2007) - Я — легенда (2007) - Телепорт (2008) - Спіді Гонщик (2008) - Опівнічний експрес (2008) - Небезпечний Бангкок (2008) - Ангели і демони (2009) - Люди-Х: Росомаха (2009) - Похмілля у Вегасі (2009) - Трон: Спадок (2010) - Механік (2011) - Конан-варвар (2011) - Час (2011) - Фільм 43 (2013) - Мисливці за відьмами (2013) - Підлітки-мутанти черепашки-ніндзя (2014) - Піднесення Юпітер (2015) |